# Louis d'Amboise
Louis d'Amboise, né en 1392 au château de Rochecorbon et mort le 28 février 1469 à Thouars, vicomte de Thouars, prince de Talmont, seigneur d'Amboise, Bléré et Montrichard, comte de Guînes, Marans, de l'Île de Ré, etc., et compagnon d'armes de Jeanne d'Arc.
Il était fils d'Ingelger II d'Amboise et de Jeanne de Craon. Il est donc le petit-fils d'Isabeau de Thouars et d'Ingelger Ier d'Amboise.

## Titres et fonctions
- 32e Vicomte de Thouars : de 1426 à 1470

Immensément riche, Louis d'Amboise provoqua la jalousie et les convoitises des rois de France Charles VII et Louis XI.
La vicomté de Thouars comptait, à elle seule, plus de 3 000 vassaux. C'était la plus importante vicomté du royaume et ses revenus étaient considérables. C'est la raison pour laquelle Louis XI se pressa vers Thouars tout d'abord, en mars 1465 à la suite de la ligue du Bien public, fronde, afin de conserver le trésor royal.
Elle comportait vingt baronnies dont les plus importantes étaient : Bressuire, Argenton-les-Vallées, Argenton-l'Eglise, Mortagne-sur-Sèvre, Tiffauges, Pouzauges, La Garnache, Beauvoir-sur-Mer, Île de Noirmoutier, Châteaumur, La Chaize-le-Vicomte, La Grève, Les Essarts, Palluau, Apremont, Mareuil-sur-Lay, Sainte-Hermine, plus une trentaine de châtellenies, une vingtaine d'abbayes, telles que : Saint-Laon-de Thouars, la Grainetière, Orbestrier, Saint-Michel, Angles, ainsi que les terres d'Olonne, de La Chaume, de La Mothe-Achard (Brandois), de Braix (cf. La Croix-en-Touraine > Lieux-dits : Bray, sur Tourainissime) et plusieurs autres domaines considérables.
Il était prince de Talmont, Mauléon et Marans, comte de Guînes et de Bénon, vicomte de Thouars, seigneur d'Amboise, de Bléré, de Montrichard, Rochecorbon, Berrie, Leugny, Château-Gontier, Civray, de l'Île de Ré et autres lieux.

## Biographie
À la mort de son oncle, Pierre II d'Amboise, il devint vicomte de Thouars. Louis d'Amboise participa à la guerre de Cent Ans aux côtés du connétable Arthur de Richemont.
Dès le 24 janvier 1429, il était aux côtés de Jeanne d'Arc, à Orléans, où il participa à toutes les actions pour faire libérer la ville assiégée.
En 1430, Louis d'Amboise, André de Beaumont et Antoine de Vivonne — toujours ligués avec le connétable Arthur de Richemont — réitèrent leur tentative de l'année précédente pour s'emparer du grand chambellan Georges Ier de La Trémoille et du roi Charles VII, cette fois à l'occasion d'une partie de chasse. Dénoncés le 17 novembre 1430, Beaumont et Vivonne sont emprisonnés au château de Loches. Louis d'Amboise est laissé en liberté, probablement à l'instigation du grand chambellan qui escompte obtenir pour son fils Louis la main de Françoise d'Amboise, fille du conjuré. Louis d'Amboise n'en organise pas moins une nouvelle embuscade, ce qui lui vaut d'être incarcéré avec ses complices au château de Poitiers. Le 8 mai 1431, le Parlement de Paris — siégeant à Poitiers en raison de la mainmise bourguignonne sur la capitale du royaume — condamne les trois hommes à la peine de mort pour crime de lèse-majesté. Beaumont et Vivonne sont décapités mais le roi — vraisemblablement à la demande de La Trémoille, toujours désireux de marier Françoise d'Amboise à son fils — commue la peine de Louis d'Amboise en prison perpétuelle avec confiscation des biens.
Louis d'Amboise est enfermé au château d'Amboise, puis dans celui de Châtillon-sur-Indre. Le 14 mai 1431, le capitaine du château de Thouars Jacques II de Montberon, seigneur d'Azay-le-Rideau, remet la place au roi Charles VII. En 1432, ce même roi transfère les biens de Louis d'Amboise à sa sœur Jacqueline, femme de Jean de La Trémoille, seigneur de Jonvelle.

Le cousin de Louis, Pierre d'Amboise, seigneur de Chaumont, accompagné des sires de Bueil, de Coëtivy et des quatorze principaux barons du royaume, entrent alors secrètement, pendant la nuit, dans le château de Chinon où se trouvaient le roi Charles VII et son favori Georges Ier de La Trémoille. Ils s'emparèrent de ce dernier et l'enfermèrent au château de Montrésor, d'où il ne sortit que contre rançon et avec la promesse de faire libérer Louis d'Amboise, ce qui fut fait en 1434. Il fut réhabilité en 1437 mais le roi se garda le droit de marier l'héritière de Louis.

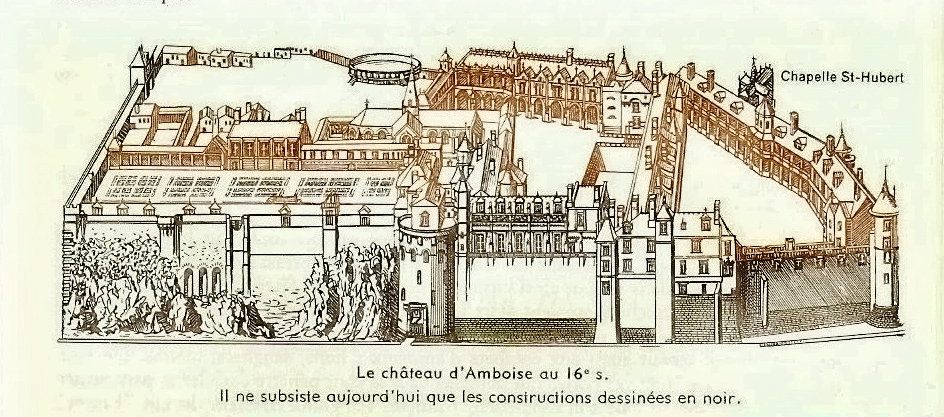
Château d'Amboise au XVIe siècle

La plupart des biens furent rendus à Louis, à l'exception des seigneuries et des châteaux d'Amboise, de Château-Gontier et de Civray qui furent annexés à la Couronne. Louis qui aimait le luxe finit par avoir une vie dépravée, il se conduisit brutalement vis-à-vis de sa femme Louise-Marie de Rieux, qu'il fit enfermer au château de Talmont. L'affaire remonta au roi Louis XI qui, avec l'objectif de s'emparer de la vicomté de Thouars, en profita pour mettre Louis dans une situation intenable vis-à-vis de sa fille aînée Françoise d'Amboise, duchesse de Bretagne. Celle-ci était devenue veuve, et refusait de se remarier. En 1461, Louis d'Amboise finit par faire don, de tous ses biens, au roi Louis XI, mais ses filles s'opposèrent à ce qui était une véritable spoliation de ses biens envers sa famille.

## Descendance et succession
Louis d'Amboise épousa, en premières noces, Louise-Marie de Rieux (née vers 1405 et morte le 24 janvier 1465), dame de La Gacilly, fille de Jean III de Rieux et de Béatrice de Montauban, dont il eut trois filles :
- Françoise d'Amboise (1427-1485), mariée en 1442 à Pierre II de Bretagne
- Péronnelle d'Amboise, mariée en 1440 à Guillaume d'Harcourt-Montgomery (?-1484), comte de Tancarville
- Marguerite d'Amboise (?-1475), épousa en 1446 Louis Ier de La Trémoille : d'où la suite des vicomtes de Thouars

N'ayant pas de fils, c'est le mariage de ses filles qui préoccupa Louis d'Amboise : l'enjeu était de taille puisqu'il s'agissait de l'attribution de la Vicomté de Thouars.
Dès le 5 mai 1465, moins de quatre mois après le décès de Louise-Marie, il épousa en secondes noces Colette de Chambes (fille de Jean II de Chambes, Seigneur de Montsoreau), qui ne lui donna pas d'héritier.

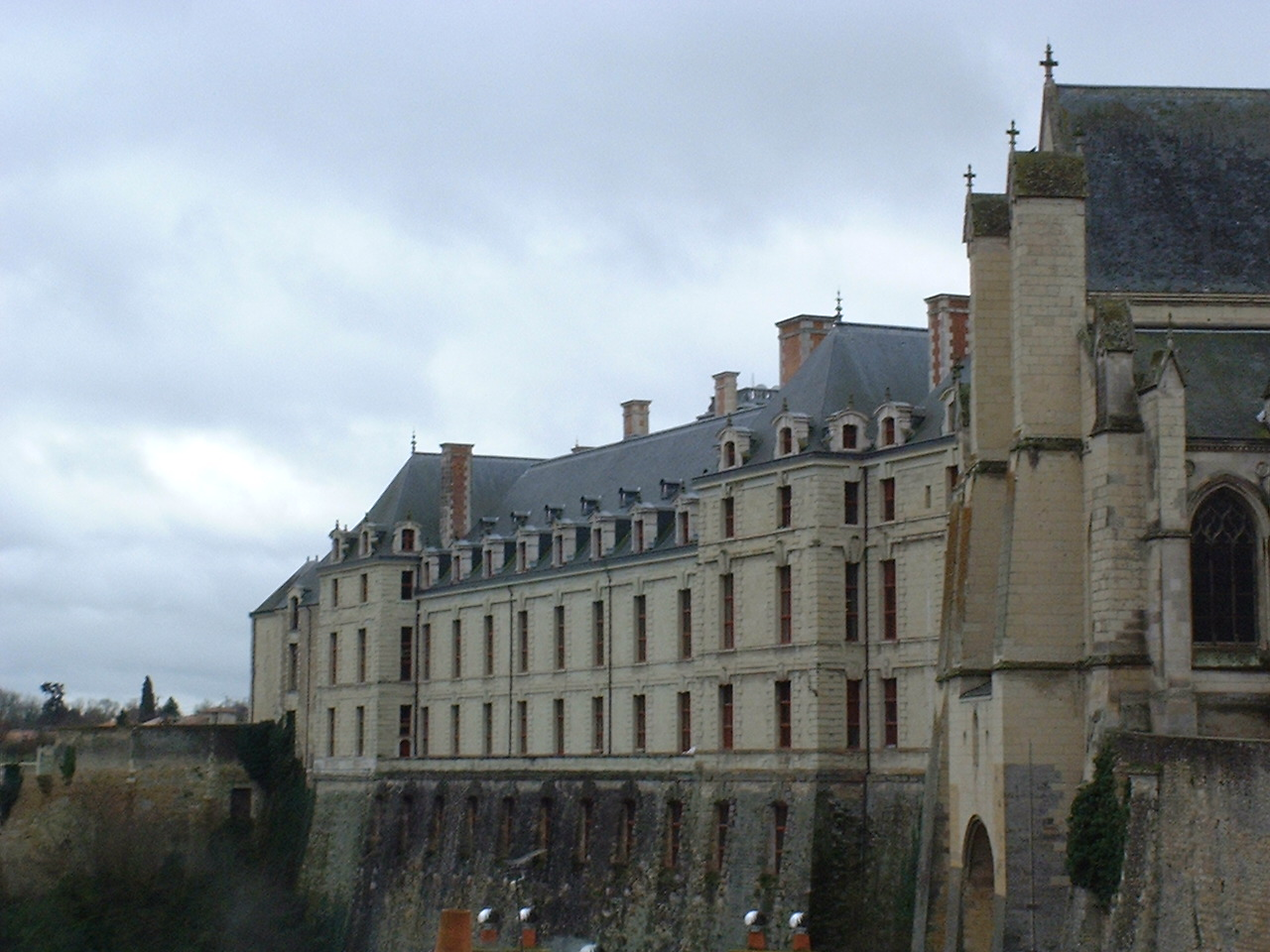
Château de Thouars situé au nord de Deux-Sèvres.

Louis d'Amboise mourut le 28 février 1470 au château de Thouars et fut enterré dans l'église Saint-Laon de Thouars. Avec lui s'éteignit la branche aînée de la Famille d'Amboise. À la suite de son décès, Louis XI octroya en mai 1470 la vicomté de Thouars ainsi que les seigneuries de Berrie et de Marans à sa fille aînée Anne de France en tant que dot. Puis, en 1472, celles de Talmont, d'Olonne et à nouveau de Berrie à Philippe de Commynes. Cependant, la seigneurie de Talmont étant la dot de la troisième fille de Louis d'Amboise, Marguerite, le parlement de Paris résista jusqu'en juillet 1479 et n'enregistra que trois seigneuries dont Talmont, les d'autres étant laissées aux Amboise.
Françoise d'Amboise s'étant faite religieuse carmélite en mars 1468, elle céda tous ses droits à son neveu Louis II de La Trémoille, fils de sa sœur cadette Marguerite. Louis XI voulait la remarier à l'un de ses familiers pour que la vicomté de Thouars revienne à la couronne de France mais elle avait refusé en s'enfuyant. Finalement, grâce à sa fidélité complète pour Louis XI puis la régente Anne de France, Louis II de la Trémoille réussit à restituer non seulement la vicomté en 1483 mais aussi les seigneuries.